# Living in America
"Living in America" é uma canção  composta por Dan Hartman e Charlie Midnight e gravada por James Brown. Foi lançada como single em 1985 e alcançou o número 4 da parada Billboard Hot 100. A canção entrou para a parada Billboard Top 40 em 11 de janeiro de 1986, e permaneceu na parada por 11 semanas. Também se tornou sucesso Top 5 no   Reino Unido, alcançando o número 5 da parada UK Singles Chart; foi seu único single top 10 no Reino Unido. Foi seu primeiro sucesso Top 40 em 10 anos a entrar na parada Pop americana e também seria o último. Em 1986, Foi indicada ao prêmio Grammy Award for Best R&B Song e deu à Brown o prêmio Grammy Award for Best Male R&B Vocal Performance.
A canção foi destaque no filme de 1985 Rocky IV. No filme, Brown canta a música antes de Apollo Creed entrar no ring, em referência à imagem patriótica do personagem. Também está presente no álbum com a trilha-sonora do filme. A versão completa da canção (com quase seis minutos de duração) foi incluída no álbum de Brown de 1986, Gravity e em várias compilações durante os anos 1990. Performances ao vivo da canção aparecem nos álbuns Soul Session Live e Live at the Apollo 1995.
O co-autor da canção, Dan Hartman, posteriormente incluiu sua versão da canção em seu álbum de 1994 Keep the Fire Burnin'.

## Videoclipe
O vídeo musical consiste de cenas de James Brown em concerto intercaladas com imagens dos Estados Unidos, bem como cenas do filme Rocky IV.

## Performance nas paradas
| Parada (1986)                                   | Pico |
| ----------------------------------------------- | ---- |
| Australia (Kent Music Report)                   | 18   |
| Bélgica (Ultratop 50 de Flandres)               | 2    |
| Belgium (VRT Top 30)                            | 1    |
| Canada (CHUM)                                   | 2    |
| França (SNEP)                                   | 18   |
| O campo songid é OBRIGATÓRIO PARA PARADA ALEMÃ  | 12   |
| Irlanda (IRMA)                                  | 8    |
| Italy (FIMI)                                    | 13   |
| Países Baixos (Dutch Top 40)                    | 9    |
| Países Baixos (Single Top 100)                  | 8    |
| Nova Zelândia (Recorded Music NZ)               | 5    |
| Suécia (Sverigetopplistan)                      | 10   |
| Suíça (Schweizer Hitparade)                     | 9    |
| Reino Unido (UK Singles Chart)                  | 5    |
| US Billboard Hot 100                            | 4    |
| US Billboard Hot Black Singles                  | 10   |
| US Billboard Hot Dance Club Play                | 3    |
| US Billboard Hot Dance Music/Maxi-Singles Sales | 1    |
| US (Cash Box)                                   | 5    |

| Parada (1986)                  | Posição |
| ------------------------------ | ------- |
| Belgium (Ultratop 50 Flanders) | 21      |
| Canada (RPM Top Singles)       | 56      |
| Italy (FIMI)                   | 87      |
| Netherlands (Dutch Top 40)     | 78      |
| Netherlands (Single Top 100)   | 83      |
| US Billboard Hot 100           | 65      |
| US (Cash Box)                  | 65      |

## Lista de faixas
12"
- A. Living in America (R & B Dance Version) – 6:30
- B1. Living in America (Instrumental) – 4:33
- B2. Living in America (LP Version) – 4:40

7"
- A. Living in America – 4:08
- B. Farewell (Vince DiCola) – 2:58

## Paródias
"Weird Al" Yankovic parodiou a canção em seu álbum de 1986 Polka Party! em uma canção com o título de "Living with a Hernia", descrevendo vários tipos de hérnias onde originalmente Brown listava diversas cidades anericanas. Paul Shanklin também parodiou "Living in America" em seu álbum de 1999 Bill Clinton: The Comeback Kid Tour na canção  "Sneaking in America", em referência à imigração para a América. A canção também foi parodiada na série de comerciais de TV Daisy Does America.

## Outras aparições/versões

### Aparições
- Durante suas apresentações na TNA, o wrestler profissional Consequences Creed, agora conhecido na WWE como Xavier Woods, sempre usava a canção em suas entradas.
- A canção foi usada no programa Soccer AM quando os fãs tentavam acertar a bola dentro do "O" do Letreiro de Hollywood durante a temporada 07/08 (2002–03).
- A canção foi usada na sequência de abertura da primeira hora do programa de rádio The Radio Factor (2002–09) com Bill O'Reilly.
- A canção é ouvida no episódio "Everybody Hates Boxing" de 2009, em uma paródia do filme Rocky no seriado Everybody Hates Chris.[27]
- A canção foi usada no episódio de How I Met Your Mother de 2011, "The Slutty Pumpkin Returns" quando Barney Stinson entra na festa de Halloween.
- A canção ganhou uma versão cover de Patti Labelle, Gladys Knight e Dionne Warwick no especial Sisters in the Name of Love.

### Versões e performances
- Em um episódio da sitcom americana Amen (1986–1991), Deacon Ernest Frye (Sherman Hemsley) e outros membros do elenco apresentam sua própria versão de "Living in America".
- Em 1999, o membro do WWE, Lilian Garcia, cantou "Living in America" na 75th Annual Macy's Thanksgiving Day Parade (1999).
- Em 2000, foi apresentada no episódio dos Simpsons que foi ao ar em 6 de fevereiro de 2000, "Saddlesore Galactica", em que a banda da escola elementar tocar a música em uma feira estadual.
- Uma versão alterada da canção foi o teme da série de TV Daisy Does America (2005).
- A canção ganhou uma cover da banda de G. E. Smith no final da Convenção Nacional Republicana de 2012, logo após o discurso do candidato  Mitt Romney.

### Covers
- Paul Di'Anno fez sua versão cover em seu álbum de 1997, The World's First Iron Man.[28]
- Uma versão Eurodance da canção com o título de Livin' in America do grupo Rose & John apareceu na coletânea Dancemania Speed 8 lançada emn 2002.[29]